# Dimmi come...
Dimmi come... è un singolo della cantante italiana Alexia, pubblicato nel 2002.
(da un'intervista di Alexia del 2008)

## Il brano
Il brano è il primo con testo interamente in italiano ad essere interpretato dall'artista, partecipa al 52º Festival di Sanremo e arriva al 2º posto nella sezione "Campioni", vincendo inoltre, il "Premio Volare migliore Musica".
È il primo singolo estratto dall'album Alexia del 2002, che a soli quattro giorni dall'uscita si aggiudica un disco d'oro per le oltre 50 000 copie vendute. 
Il singolo si piazza in testa alle classifiche e risulta al primo posto dei brani più trasmessi dalle emittenti radiofoniche.
Del brano sono stati fatti numerosi remix e un'edizione per il mercato internazionale dal titolo Don't You Know.

## Il videoclip
Il video del brano vede l'artista ballare e cantare all'interno di un colorato appartamento insieme ad un corpo di ballo stravagante.

## Tracce
1. Dimmi come... (P2P Dommu Rmx) – 4:28
2. Dimmi come... (Album Version) – 3:29
3. Dimmi come...  (Rmx Extended) – 5:29
4. Dimmi come... (P2P Dommu Rmx Radio Edit) – 3:24

## Formazione
- Alexia – voce, cori
- Mauro Tondini – tastiere e pianoforte
- Massimo "Max" Marcolini – chitarre, organo a bocca
- Christian Gardoni – chitarra addizionale
- Lorenzo Roli – basso
- Lele Melotti – batteria
- Al Portento – percussioni
- Roberta Bacciolo, Roberta Magnetti, Wendy D. Lewis – cori aggiuntivi

## Classifiche
| Classifica (2002) | Posizione più alta |
| ----------------- | ------------------ |
| Italia            | 4                  |
| Romania           | 59                 |

### Don't you know
| Classifica (2002) | Posizione più alta |
| ----------------- | ------------------ |
| Francia           | 70                 |